# Francisco Adolfo de Varnhagen
Francisco Adolfo de Varnhagen, visconde de Porto Seguro (Vila de Sorocaba, 17 de fevereiro de 1816 — Viena, 26 de junho de 1878) foi um militar, diplomata e historiador brasileiro, renovador da metodologia de pesquisa histórica e autor de vários estudos, em que se destaca a primeira grande obra de síntese sobre a história do Brasil: História Geral do Brasil, publicada em dois volumes entre 1854 e 1857, que, apesar de ultrapassada em muitos aspectos, permanece até hoje como um marco referencial incontornável. Sua contribuição seminal e monumental lhe valeu o apelido de "Heródoto Brasileiro". Também deixou relevante trabalho na historiografia e crítica da literatura.

## Biografia
Foi o sétimo filho da portuguesa Maria Flávia de Sá Magalhães e de Friedrich Ludwig Wilhelm Varnhagen, um engenheiro militar alemão contratado pela Coroa para construir os altos fornos da Real Fábrica de Ferro de Ipanema, na região de Sorocaba, na então Capitania de São Paulo. Fez seus primeiros estudos de Letras no Rio de Janeiro, e em 1823 seu pai, já em Portugal, o chamou para juntar-se à família.
Em Lisboa, a partir de 1825 estudou Matemáticas no Real Colégio Militar da Luz, Diplomática na Torre do Tombo, na Academia de Marinha, e terminou seu preparo como engenheiro militar em 1839, na Real Academia de Fortificação, Artilharia e Desenho. Iniciou a carreira militar à época das Guerras Liberais, como voluntário nas tropas de D. Pedro IV de Portugal que lutavam contra D. Miguel I de Portugal, obtendo a patente de 2º tenente de artilharia. Seu engajamento na política portuguesa dificultaria seu reconhecimento oficial como brasileiro nato.
Escreveu Notícia do Brasil, seu primeiro trabalho de história, entre 1835 e 1838. Suas pesquisas na matéria levam-no a localizar o túmulo de Pedro Álvares Cabral na Igreja da Graça, em Santarém. Foi admitido como sócio-correspondente na Academia de Ciências de Lisboa em 1838, mediante a submissão das Reflexões críticas sobre o escripto do seculo XVI impresso com o titulo de Noticias do Brazil, cujo manuscrito ele descobriu e cuja autoria ele identificou como sendo de Gabriel Soares de Sousa. O mesmo estudo lhe franqueou a entrada, em 1840, no Instituto Histórico e Geográfico Brasileiro (IHGB).
Retornou ao Brasil ao saber do projeto legislativo que possibilitava a repatriação de brasileiros que viviam no exterior. Enquanto esperava a aprovação da lei, iniciou uma viagem pelos sertões do Brasil, quando sua simpatia inicial pelos índios se dissolveu, segundo declarou, diante de seus hábitos bárbaros, passando a ser um crítico veemente do movimento indianista. Voltou a Portugal em junho de 1841, solicitando uma promoção no exército, que lhe foi negada, o que provocou sua demissão. Em 24 de setembro de 1841 obteve a nacionalidade brasileira através de decreto imperial, podendo ser admitido na carreira diplomática. Foi indicado adido de 1ª classe na legação brasileira de Lisboa em 19 de maio de 1842, recebendo a missão de realizar pesquisas sobre a geografia, legislação e história do Brasil nos fundos documentais portugueses e espanhóis. Ao mesmo tempo, foi nomeado segundo-tenente do Imperial Corpo de Engenheiros do Exército brasileiro.
Em 1847 recebeu uma medalha de ouro do IHGB pelo seu trabalho sobre o Caramuru e foi promovido a primeiro-secretário da Legação brasileira, sendo transferido para Madri e continuando seu trabalho de pesquisador nos arquivos locais. Aproveitou seus contatos para coletar documentos sobre o Brasil em numerosos arquivos e bibliotecas da França, Inglaterra, Bélgica e Alemanha. Em 1850 publicou o primeiro dos três volumes do Florilegio da poesia brazileira, um dos textos fundadores da historiografia da literatura nacional.

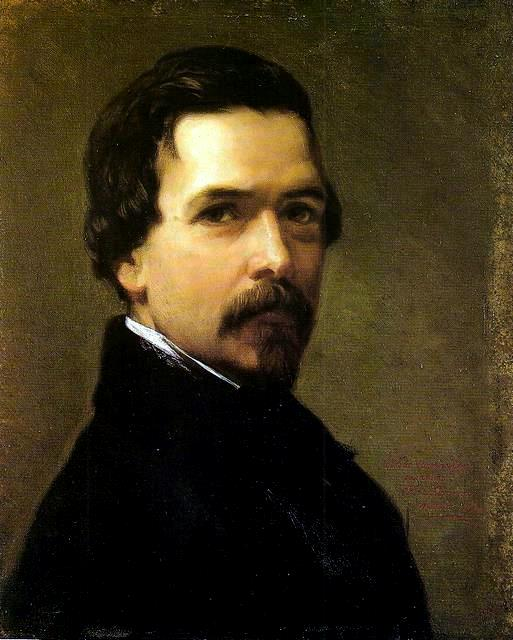
Retrato de Varnhagen pintado por Federico de Madrazo y Kuntz em 1853.

No ano seguinte estava de volta ao Brasil, convocado pelo Ministro dos Negócios Estrangeiros Paulino José Soares de Sousa para servir de consultor nas negociações sobre os limites das repúblicas hispano-americanas com as Guianas, e ainda em 1851 foi eleito primeiro-secretário do IHGB, sendo responsável por uma reorganização da biblioteca, do arquivo e do museu do instituto e pela criação do primeiro catálogo alfabético da Revista do IHGB. No mesmo ano retornou a Madri, sendo promovido a encarregado de negócios da Legação brasileira. Entre 1854 e 1857 publicou os dois volumes de sua obra-prima, História Geral do Brasil. Seu amor pela terra natal levou-o a registrar, embaixo do nome da obra, a expressão "natural de Sorocaba". Em 1858 foi promovido a ministro e destacado para o Paraguai, e em 1859 o IHGB o tornou sócio honorário, "em reconhecimento de sua ilustração e dos valiosos serviços prestados ao instituto". Serviu como diplomata também na Venezuela (1861, ministro residente), incumbindo de resolver um conflito de fronteira, no qual não teve sucesso; no Peru (1863), acreditado também junto ao Equador e Chile (onde conheceu sua futura esposa, Carmen Ovalle y Vicuña), e na Áustria (ministro residente em 1868, ministro plenipotenciário em 1871), sempre dividindo seu tempo entre a diplomacia e a pesquisa, viajando incansavelmente.
Neste período participou do Congresso de Estatística de São Petersburgo de 1872 como um dos vice-presidentes da Comissão Permanente, e no mesmo ano recebeu o título de barão de Porto Seguro, sendo elevado a visconde dois anos mais tarde. Foi um dos vice-presidentes do júri da Exposição Universal de Viena de 1873. Em 1877 publicou a segunda edição da História Geral, e empreendeu viagem ao interior de Goiás com objetivo de explorar a região entre as lagoas Formosa, Feia e Mestre d'Armas próximas da atual cidade de Formosa. Varnhagen defendia a interiorização da capital do Brasil e havia realizado estudos cartográficos acerca do Planalto Central. Faleceu em 29 de junho de 1878 em Viena, aos 62 anos, sendo sepultado em Santiago do Chile. No centenário de sua morte, seus restos mortais foram transferidos de Santiago do Chile para cidade de Sorocaba, localizada no interior do estado de São Paulo. Parte de sua biblioteca foi adquirida pelo bibliófilo José Mindlin, que era membro da Academia Brasileira de Letras.

## Obra
Como historiador foi um dos protagonistas da renovação do método de pesquisa histórica na cultura lusófona, preocupando-se com a utilização de fontes originais a fim de obter um maior rigor científico, mas também valorizava o aspecto literário da escrita histórica, que se bem desenvolvido poderia atrair potenciais leitores e formar um público mais amplo. Neste sentido, foi colaborador e membro do Conselho Editorial do jornal O Panorama, publicado pela Sociedade Propagadora dos Conhecimentos Úteis, que tinha como objetivos promover a educação do povo, melhorar os costumes e fortalecer a civilização, ajudando Portugal a se modernizar. Ali publicou, em forma de folhetim, a Chronica do descubrimento do Brazil, onde os típicos vazios da narrativa histórica puramente baseada em documentos são preenchidos e romanceados com elementos ficcionais como recurso persuasivo para aumentar a verossimilhança, esperando "contribuir para facilitar a elaboração de futuras epopeias que tivessem como tema o descobrimento do Brasil e Pedro Álvares Cabral como herói". Esse expediente de constantemente apelar para a imaginação onde os documentos falhavam em prover informação era uma estratégia de convencimento comum entre os historiadores de sua geração. Segundo Pedro Telles da Silveira, "a literatura convivia entre uma concepção retórica e uma nascente concepção romântica. Essa dubiedade ajudava-a especialmente a conviver com a história em termos pacíficos, fazendo com que uma e outra se tornassem, em alguns momentos, complementares. A literatura, em certos momentos, precisava do apoio da história ou da ciência para se validar – algo que acontecia tanto no ambiente do IHGB como no de O Panorama".

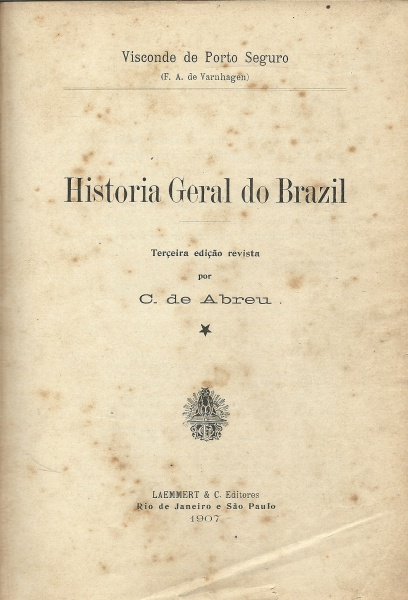
História Geral do Brasil, edição de 1907, comentada e editada por Capistrano de Abreu.

Em sua obra maior, História Geral do Brasil, procurou dar mais valor ao estudo do processo global de desenvolvimento da civilização brasileira, em detrimento da antiga concepção da história como uma coleção de feitos notáveis de figuras isoladas. Segundo Evandro Santos, "marco determinante da identidade nacional, então fruto de esforço historiográfico, ao lado da produção ligada ao Instituto Histórico e Geográfico Brasileiro, a Historia Geral reuniu e organizou quase duas décadas de pesquisas e tornou-se, à revelia de sua fria recepção, título imprescindível à história da historiografia no país".
Em sua teoria da historiografia enfatizava a necessidade do pesquisador se manter imparcial, mas em sua prática afastou-se consideravelmente dessa meta, e neste aspecto sua produção em parte foi um fruto do pensamento do seu tempo e dos círculos eruditos e cortesãos que frequentava. Seus trabalhos relevam suas inclinações pessoais em favor da monarquia, do catolicismo e do nacionalismo, seu romantismo idealista, seu anti-indianismo, sua defesa da herança portuguesa, a contaminação das suas narrativas com a moral e a política, os limites imprecisos entre a reconstituição da história e sua reinvenção programática, e seu enaltecimento da cultura dominante de matriz europeia, que julgava a única capaz de promover a civilização. Por isso suas contribuições em parte estão ultrapassadas, mas mesmo assim são notáveis pelo seu vulto, abrangência e importância em seu momento histórico. O obituário publicado por Capistrano de Abreu no Jornal do Commercio já antecipava alguns dos principais pontos criticados modernamente em sua personalidade e obra científica:
"Também ele tinha muitos pontos vulneráveis. Era dos homens inteiriços, que não apoiam sem quebrar, não tocam sem ferir, e matam moscas a pedradas, como o urso do fabulista. Em muitos pontos em que a sua opinião não era necessária, ele a expunha complacentemente, com tanto maior complacência quanto mais se afastava da opinião comum. Suas reflexões às vezes provocam um movimento de impaciência que obriga a voltar a página ou a fechar o volume. Muitos assuntos sem importância, ou de importância secundária, só o ocupam por serem descobertas suas. A polêmica com João Lisboa, em que tinha talvez razão, porém em que teve a habilidade de por todo o odioso de seu lado. Homem de estudo e de meditação, desconhecia ou desdenhava muitas das tiranias que se impõem com o nome de conveniências; sensível ao vitupério como ao louvor".
Na opinião de Temístocles Cezar, apesar das suas fraquezas e inconsistências, 
"Ele consegue impor-se, tornar-se imprescindível, irrecusável. Mesmo para aqueles que não o apreciam (e não parece, nem ontem nem hoje, que sejam poucos) ele se converteu em uma figura incontornável para o entendimento da história da história no e do Brasil. [...] Ele é datado, localizado, visível, preso ao tempo dos homens e da ciência. E como todo discurso científico tem necessidade de um marco fundador, de um início, Varnhagen é adaptado a essa condição primordial. O que houve antes dele, dispersa-se diante do gigantismo de sua obra. No melhor dos casos tornam-se fontes históricas, no limite crônicas, no pior, esquecimento. Varnhagen passa a desempenhar para a história do Brasil o mesmo papel que Cícero atribuiu a Heródoto em relação à história: pai. A historiografia do fim do século XX, quer dizer, a historiografia acadêmica, não se preocupou muito em desmentir ou desqualificar essa analogia".

## Homenagens
Nos altos do Morro de Ipanema há um monumento a Varnhagen, construído por disposição testamentária, que foi visitado pela Família Imperial em 11 de novembro de 1884. Nesse monumento há a inscrição: A memoria de Varnhagen Visconde de Porto Seguro nascido na terra fecunda descoberta por Colombo. Iniciado por seu pai nas couzas grandes e uteis, estremeceo sua patria escreveo-lhe a historia. Sua alma immortal reune aqui todas as suas recordações.

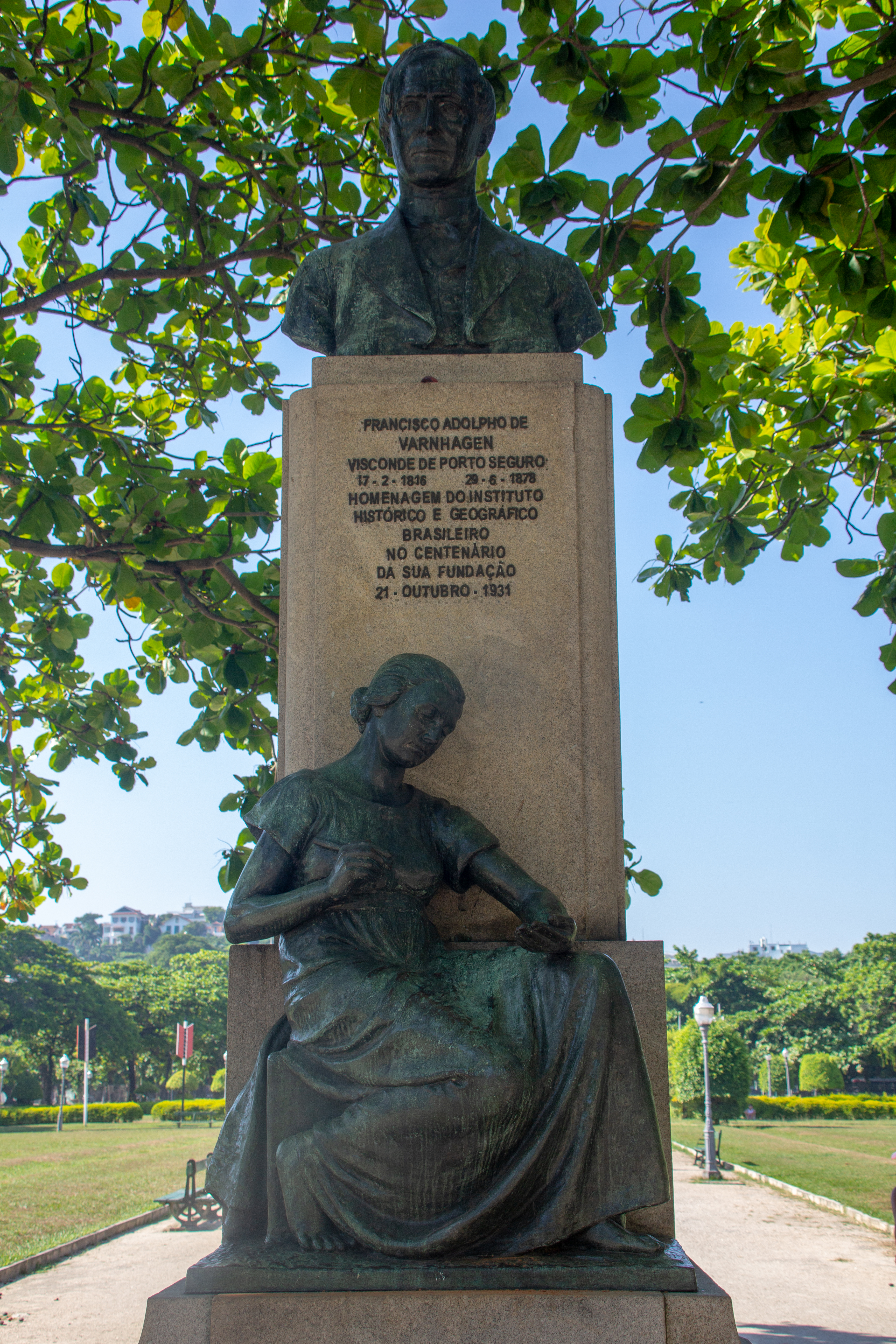
Monumento no Rio de Janeiro.

Em 1903 Oliveira Lima o escolheu como patrono de sua cadeira na Academia Brasileira de Letras. Em 1916 o IHGB publicou o trabalho inédito sobre a História da independência do Brasil. Nesse mesmo ano, quando se comemorava o centenário do seu nascimento, Pedro Lessa proferiu um discurso no IHGB enfatizando a relevância da sua obra, e Remigio de Bellido publicou uma detalhada biografia. Um retrato foi instalado em 1919 na biblioteca do Ministério dos Negócios Estrangeiros, e em 1944 outro foi instalado na galeria dos historiadores no Arquivo Nacional. Um outro monumento com uma herma foi construído pelo IHGB no Rio, comemorando o centenário da fundação do instituto em 24 de outubro de 1931.
Seus restos mortais deveriam ter sido depositados no monumento no morro Araçoiaba da Serra, local onde ele nasceu na Real Fábrica de Ferro - Vila São João de Ipanema, porém o monumento ainda recebeu seus restos mortais. Permaneceram até 19 de janeiro de 2016 no terceiro monumento a Varnhagen, situado na Avenida General Osório, em Sorocaba, em cuja placa constavam os dizeres: Estão aqui depositados os restos mortais de Francisco Adolfo de Varnhagen, Visconde de Porto Seguro. Paulista de Sorocaba, o Pai da História do Brasil *17-2-1816 † 29-6-1878. Transladados de Santiago, Chile, no centenário do falecimento. Prefeito Municipal Theodoro Mendes. Sorocaba, 29-6-1978.
Atendendo antiga reivindicação da população, que demandava que seus restos fossem colocados mais ao centro da cidade, próximo à estátua de Baltasar Fernandes, fundador de Sorocaba, e como parte das comemorações do bicentenário do nascimento do Visconde, deu-se novo traslado em 19 de janeiro de 2016. O processo de exumação obedeceu a procedimento científico conduzido pelos especialistas em arqueologia e medicina legal, professora Valdirene do Carmo Ambiel, médico legista Luiz Roberto Fontes e perito criminal odontológico Flávio Veras Nunes de Oliveira, acompanhados pelos dirigentes das principais instituições de história e de ensino de Sorocaba e do estado. Na cerimônia cívico-fúnebre, com honras militares, foi cantada missa de réquiem na Capela do Mosteiro, seguida de discurso do porta-voz da família imperial brasileira, Bertrand Maria José de Orléans e Bragança. Sob o toque de silêncio, flores foram depostas, e finalmente os restos mortais do "Pai da História do Brasil" foram inumados em monumento tumular agora situado no Jardim do Largo do Mosteiro de São Bento.
Ainda em 2016 a Academia Paulista de História, a Fundação Visconde de Porto Seguro, a Fundação Ubaldino do Amaral, o Instituto Histórico e Geográfico de São Paulo, o Instituto Histórico, Geográfico e Genealógico de Sorocaba e o Instituto Martius-Staden promoveram o colóquio Bicentenário de Nascimento do Visconde de Porto Seguro, que incluiu palestras, uma exposição, a inauguração de um busto do historiador em Ipanema e o lançamento do livro infantil Um visconde no tempo das magnólias. No mesmo ano o Instituto Histórico, Geográfico e Genealógico de Sorocaba criou a comenda Colar de Visconde de Porto Seguro, como forma de destacar personalidades dedicadas à pesquisa da história de Sorocaba e do Brasil.

## Lista de obras
Fontes:
- 1838 — Reflexões críticas sobre o escripto do seculo XVI impresso com o titulo de Noticias do Brazil
- 1840 — Chronica do descubrimento do Brazil
- 1841 — Corografia cabo-verdiana ou descrição geográfico-histórica da Província das Ilhas de Cabo Verde e Guiné (coautoria de José Carlos Conrado de Chelmicki)
- 1845 — Epicos brasileiros
- 1850-1870 — Florilegio da poesia brasileira ou collecção das mais notaveis composições dos poetas brazileiros falecidos, contendo as biographias de muitos delles, tudo precedido de um ensaio historico sobre as lettras no Brazil, 3 vols.
- 1851 — Amador Bueno ou a Coroa do Brasil em 1641
- 1854-1857 — Historia geral do Brazil, isto é, do descobrimento, colonisação, legislação e desenvolvimento deste Estado, hoje império independente, escripta em presença de muitos documentos autenticos recolhidos nos archivos do Brazil, de Portugal, da Hespanha e da Hollanda por um socio do Instituto Historico do Brazil, natural de Sorocaba
- 1855 — Sumé
- 1858 — Examen de quelques points de l'histoire geographique du bresil comprenant des eclaircissements nouveaux sur le seconde voyage tentrionales du bresil par hojida et par pinzon, sur l'ouvrage de navarrete, sur la veritable ligne de demarcation de tordesillas, sur l'oyapoc ou vincent pinzon, sur le veritable point de vue ou doit se placer tout historien du bresil, etc, ou, analyse critique du rapport de m. d'avezac sur la recente histoire generale du bresil
- 1859 —  O Caramuru perante a história
- 1872 — Cancioneirinho de trovas antigas colligidas de um grande cancioneiro da biblioteca do vaticano: precedido de uma notícia crítica do mesmo grande cancioneiro, com a lista de todos os trovadores que compreende pela maior parte portuguezes e gallegos: edição mais correcta
- 1871/2 — Historia das lutas com os hollandezes no Brazil: desde 1624 a 1654
- 1872 — Da litteratura dos livros de cavallarias. Estudo breve e consciencioso: com algumas novidades acerca dos originaes portuguezes e de várias questões co-relativas, tanto bibliographicas e linguisticas como historicas e biographicas, e um fac-simile
- 1877 — A questão da capital: marítima ou no interior?
- 1877 — História geral do Brazil antes da sua separação e independência de Portugal, 2 vols, 2ª ed.
- 1916 — História da Independência do Brasil (póstuma)
- Encontram-se colaborações da sua autoria no jornal O Panorama (2ª série, 1842-44)[14] e na Revista universal lisbonense (1841-1859).[15]